# Biosphärentour
Die Biosphärentour ist ein Radwanderweg innerhalb des Wasgaus, wie der südliche Teil des Pfälzerwaldes genannt wird. Er stellt eine Rundstrecke dar. Sein Name nimmt einerseits Bezug auf die Tatsache, dass er innerhalb des Biosphärenreservat Pfälzerwald-Vosges du Nord liegt und andererseits auf das Biosphärenhaus, das sich innerhalb seines Einzugsgebiets befindet.

## Verlauf
Der Weg beginnt am Bahnhof Dahn und führt zunächst in nördliche Richtung entlang der Wieslauter. Dabei passiert er die Ostflanke des Kauert, umfährt die Burg Neudahn und schwenkt, nachdem er den Neudahner Weiher umkurvt hat, in das Tal des Moosbach hinein. Diesem folgt er bis zur Quelle im Sattel zwischen Kaletschkopf und Braunsberg.
Danach folgt er dem Fischbach und passiert die Westflanken des Großen Mückenkopfs, des Mückenbergs und des Nollenkopfes. Schließlich erreicht er das Siedlungsgebiet der Ortsgemeinde Fischbach bei Dahn und führt einige hundert Meter auf der Landesstraße 478. Sie folgt ab dort dem Verlauf der Sauer und durchquert östlich von Fischbach das Naturschutzgebiet Königsbruch; in der Nähe befindet sich das namensgebende Biosphärenhaus, ohne dass der Radweg unmittelbar an ihm vorbeiführt.
Innerhalb des Naturschutzgebiets wechselt sie in das Tal des Rumbach. Einige Kilometer weiter nordöstlich erreicht sie die gleichnamige Ortsgemeinde. Weiter östlich erreicht er Bundenthal und führt am dortigen Bahnhof vorbei.
Er führt erneut an der Lauter vorbei und durchquert die Ortsgemeinde Bruchweiler-Bärenbach und folgt dort zeitweilig der Kreisstraße 42. Weiter nördlich verläuft er am westlichen Rand des Dahner Stadtteils Reichenbach, um wieder an seinem Ausgangspunkt am Bahnhof Dahn zu enden.